# دوریت کوچک (فیلم ۱۹۲۰)
«دوریت کوچک» (انگلیسی: Little Dorrit) یک فیلم به کارگردانی سیدنی مورگان است که در سال ۱۹۲۰ منتشر شد.

## بازیگران
- Lady Tree در نقشMrs. Clenman
- Langhorn Burton در نقشArthur Clenman
- Joan Morgan در نقشAmy Dorrit
- Compton Coutts در نقشPancks
- Arthur Lennard در نقشWilliam Dorrit
- J. Denton-Thompson در نقشJohn Chivers
- George Foley در نقشMerdle
- George Bellamy در نقشFred Dorrit
- Arthur Walcott در نقشFlintwick
- Judd Green در نقشOld Bob
- Betty Doyle در نقشFanny Dorrit
- Mary Lyle در نقشMrs. Merdle